# Eóganacht Glendamnach
Eóganacht Glendamnach fueron una rama de la casa de Eóganachta, que gobernó Munster entre los siglos V y X. Toman su nombre de Glendamnach (Glanworth, Cork). Descienden de Óengus mac Nad Froích (muertos 489), primer Rey cristiano de Munster a través de su hijo Eochaid mac Óengusa (muerto 522) y nieto Crimthann Srem mac Echado (muerto c. 542). Entre los reyes de Cashel y Munster de los Eóganacht Glendamnach se cuentan:
- Coirpre Cromm mac Crimthainn, m. 577
- Cathal mac Áedo, d. 627
- Cathal Cú-cen-máthair, d. 665
- Finguine mac Cathail, d. 696
- Ailill mac Cathail, d. 701
- Cathal mac Finguine, d. 742
- Artrí mac Cathail, d. 821

Las listas reales del siglo VI dan un monopolio virtual de la dinastía de Glendamnach, pero las basadas en el Laud Sychronisms fueron escritas probablemente en Cloyne a mediados del siglo VIII, un monasterio partidario a los Glendamnach. Los Eóganacht Glendanmach son considerados miembros del círculo interior de Eoganachta dinastías que incluían a Chaisil y Áine. Estos tres se alternaron en el trono de Munster  durante el siglo VII y gran parte del siglo VIII. El último rey de esta rama murió en 821. Sus descendientes más tardíos serían los Ó Caiomh (O'Keeffe).